# العلاقات البوتانية الغانية
العلاقات البوتانية الغانية هي العلاقات الثنائية التي تجمع بين بوتان وغانا.

## مقارنة بين البلدين
هذه مقارنة عامة ومرجعية للدولتين:
| وجه المقارنة                                              | بوتان          | غانا         |
| --------------------------------------------------------- | -------------- | ------------ |
| المساحة (كم2)                                             | 38.39 ألف      | 238.53 ألف   |
| عدد السكان (نسمة)                                         | 807.61 ألف     | 26.91 مليون  |
| الكثافة السكانية (ن./كم²)                                 | 21.04          | 112.82       |
| العاصمة                                                   | تيمفو          | أكرا         |
| اللغة الرسمية                                             | لغة دزونكا     | لغة إنجليزية |
| العملة                                                    | نغولترم بوتاني | سيدي غاني    |
| الناتج المحلي الإجمالي (بليون دولار)                      | 2.51 مليار     | 47.33 مليار  |
| الناتج المحلي الإجمالي (تعادل القوة الشرائية) بليون دولار | 6.49 مليار     | 115.41 مليار |
| الناتج المحلي الإجمالي الاسمي للفرد دولار أمريكي          | 2.66 ألف       | 1.37 ألف     |
| الناتج المحلي الإجمالي للفرد دولار أمريكي                 | 7.82 ألف       | 4.08 ألف     |
| مؤشر التنمية البشرية                                      | 0.605          | 0.579        |
| رمز المكالمات الدولي                                      | +975           | +233         |
| رمز الإنترنت                                              | .bt            | .gh          |
| المنطقة الزمنية                                           | ت ع م+06:00    | 00           |

## منظمات دولية مشتركة
يشترك البلدان في عضوية مجموعة من المنظمات الدولية، منها:
| علم المنظمة | اسم المنظمة                        | تاريخ انضمام بوتان | تاريخ انضمام غانا |
| ----------- | ---------------------------------- | ------------------ | ----------------- |
|             | مؤسسة التنمية الدولية              | 28 سبتمبر 1981     | 29 ديسمبر 1960    |
|             | يونسكو                             | 13 أبريل 1982      | 11 أبريل 1958     |
|             | وكالة ضمان الاستثمار متعدد الأطراف | 21 أكتوبر 2014     | 29 أبريل 1988     |
|             | الأمم المتحدة                      | 21 سبتمبر 1971     | 8 مارس 1957       |
|             | الاتحاد البريدي العالمي            | ?                  | ?                 |
|             | البنك الدولي للإنشاء والتعمير      | 28 سبتمبر 1981     | 20 سبتمبر 1957    |
|             | الاتحاد الدولي للاتصالات           | 15 سبتمبر 1988     | 17 مايو 1957      |
|             | منظمة حظر الأسلحة الكيميائية       | ?                  | ?                 |
|             | مؤسسة التمويل الدولية              | 1 ديسمبر 2003      | 3 أبريل 1958      |
|             | منظمة الشرطة الجنائية الدولية      | ?                  | ?                 |

## وصلات خارجية
- موقع وزارة الخارجية البوتانية
- موقع وزارة الخارجية الغانية